# 稻城虎耳草
稻城虎耳草（学名：Saxifraga daochengensis）为虎耳草科虎耳草属下的一个种。

## 扩展阅读
維基物種上的相關：稻城虎耳草